# Pentaphlebia
Pentaphlebia – rodzaj ważek, jedyny z monotypowej rodziny Pentaphlebiidae.
Należą tutaj następujące gatunki:
- Pentaphlebia gamblesi Parr, 1977
- Pentaphlebia mangana Dijkstra, Lambret & Mézière, 2015
- Pentaphlebia stahli Förster, 1909

Dawniej rodzaj ten zaliczany był do rodziny Amphipterygidae i podrodziny Aphipteryginae. Do własnej rodziny przeniesiony na podstawie badań filogenetycznych.